# Komplett.no Arena
El Koplett.no Arena es un estadio de fútbol de césped ubicado en la ciudad de Sandefjord, en Noruega. Es utilizado por el Sandefjord Fotball durante todos sus partidos como local. 
Lleva el nombre de la empresa Komplett.no por razones de patrocinio.

## Historia
El estadio fue inaugurado el 21 de julio de 2007, cuando el FC Lyn Oslo visitó al Sandefjord en el marco de la decimoquinta fecha de la Tippeligaen 2007. El partido finalizó 3:1 a favor del equipo local, y el primer gol lo marcó Kari Arkivuo del Sandefjord, a los 17' del primer tiempo. Este partido también fue aquel con mayor concurrencia de público, con 8103 personas.
| Tippeligaen 2007; 21 de julio de 2007           | Sandefjord Fotball                       | 3:1 (3:0) | FC Lyn Oslo   | Komplett.no Arena, Sandefjord  |                                |
|                                                 | Kari Arkivuo 17' 42' · Tommy Knarvik 40' | Reporte   | 90' Jo Tessem | Asistencia: 8.103 espectadores | Asistencia: 8.103 espectadores |
| Primer partido oficial disputado en el estadio. |                                          |           |               |                                |                                |

## Atributos del estadio
El estadio cuenta con:
- 6923 espacios con butaca.
- 1800 espacios sin butaca.
- 542 butacas vip.
- 20 ubicaciones para gente en silla de ruedas.
- 6 palcos.
- 6 accesos.

Además, el estadio cuenta con 4 torres de iluminación de 36 metros de altura, ubicadas, una en cada esquina.

## Futuro
Se planea construir hacia las esquinas del estadio, más ubicaciones y aumentar la capacidad a 12.500.